# 贵阳路站
贵阳路站位于中华人民共和国安徽省合肥市包河区（滨湖新区）云南路与贵阳路交叉口北侧地下，是合肥轨道交通5号线的地铁车站。

## 车站楼层
| B1 | 站厅                                 | 出入口、票务服务、自动售票机、人工服务台 |  |
| B2 |                                      | █ 5号线列车往贵阳路方向 （终点站）       |  |
| B2 | 岛式站台                             |                                          |  |
| B2 | █ 5号线列车往汲桥路方向 （滨湖竹园） |                                          |  |

## 车站结构
贵阳路站位于云南路与贵阳路交叉口，沿云南路南北向布置，车站为地下两层单柱双跨岛式车站，站台宽度11m。